# 義大利國家天文物理研究所

義大利國家天文物理研究所（義大利語：Istituto Nazionale di Astrofisica，INAF）是義大利最重要的天文學與天文物理學研究機構。該機構的研究範圍從太陽系內的行星和小天體到宇宙學，例如可觀測宇宙的大尺度結構和星系團。INAF在國內和義大利太空總署（ASI）和義大利國家核物理研究所（INFN）保持密切合作關係。

## 研究單位
INAF負責對20個研究單位進行協調工作，除了最後一個在西班牙以外，其他都在義大利：
- 波隆納天文台（義大利語：Osservatorio astronomico di Bologna）
- 波隆納太空天體物理暨宇宙物理研究所（義大利語：Istituto di astrofisica spaziale e fisica cosmica）
- 波隆納電波天文學研究所（義大利語：Istituto di radioastronomia di Bologna）
- 卡利亞里天文台（義大利語：Osservatorio astronomico di Cagliari）
- 卡塔尼亞天文台（義大利語：Osservatorio astrofisico di Catania）
- 阿切特里天文台
- 布雷拉天文台（米蘭）
- 米蘭太空天體物理暨宇宙物理研究所（義大利語：Istituto di astrofisica spaziale e fisica cosmica di Milano）
- 卡波迪蒙特天文台（那不勒斯）
- 帕多瓦天文台
- 巴勒摩天文台
- 巴勒摩太空天體物理暨宇宙物理研究所（義大利語：Istituto di astrofisica spaziale e fisica cosmica di Palermo）
- 羅馬天文台
- 羅馬太空天體物理暨宇宙物理研究所
- 羅馬行星際與太空物理研究所
- 塞魯利－泰拉莫天文台
- 杜林天文台
- 杜林行星際與太空物理研究所
- 的里雅斯特天文台
- 伽利略國家望遠鏡（西班牙加那利群岛）

## 國際合作單位
INAF和數個國際性組織進行合作，包含：
- 歐洲南方天文台（義大利自1982年即為該組織成員）
- 位於加那利群島的泰德天文台和穆查丘斯罗克天文台
- 大雙筒望遠鏡，和美國、德國合作
- 甚长基线干涉测量
- 歐洲太空總署
- 美国国家航空航天局

## 重要人物
- 喬凡尼·比尼亞米，自2011年起擔任 INAF 所長[1]

## 外部連結
- Official website of INAF （页面存档备份，存于）
- Public and press website of INAF （页面存档备份，存于）
- Website of the Italian Telescopio Nazione Galileo （页面存档备份，存于）
- Website of the Large Binocular Telescope （页面存档备份，存于） (Arizona, USA)
- Italian Astronomical Archive Center
- VObs.it: Italian Virtual Observatory （页面存档备份，存于）